# Liste der Biografien/N
Liste der Biografien |
Portal Biografien |
Personensuche
# |
A |
B |
C |
D |
E |
F |
G |
H |
I |
J |
K |
L |
M |
N |
O |
P |
Q |
R |
S |
T |
U |
V |
W |
X |
Y |
Z |
?
 
Na |
Nb |
Nc |
Nd |
Ne |
Nf |
Ng |
Nh |
Ni |
Nj |
Nk |
Nl |
Nm |
Nn |
No |
Nr |
Ns |
Nt |
Nu |
Nv |
Nw |
Nx |
Ny |
Nz
Die Liste der Biografien führt alle Personen auf, die in der deutschsprachigen Wikipedia einen Artikel haben. Dieses ist eine Teilliste mit 5 Einträgen von Personen, deren Namen mit dem Buchstaben „N“ beginnt.

## N
- N (* 1990), südkoreanischer Sänger, Schauspieler und Moderator
- Nǃxau (1944–2003), namibischer Schauspieler des Volkes der San
- N, Frank (* 1961), Künstler der im Bereich Film, Foto und Digitale Kunst arbeitet
- N., Manami (* 1969), japanische Musikerin
- N.O.R.E. (* 1976), US-amerikanischer RapperN.O.R.E. (* 1976)

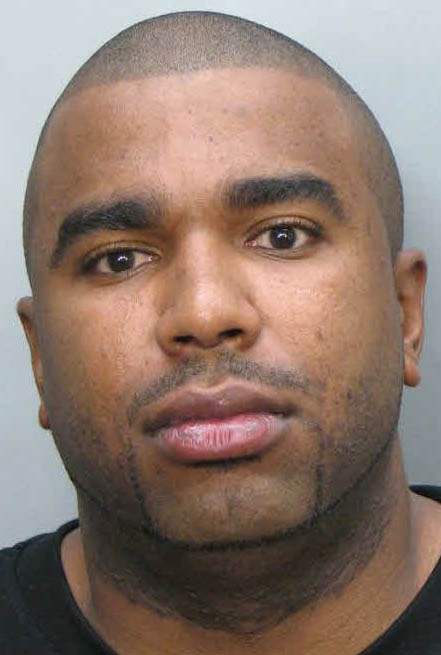
N.O.R.E. (* 1976)